# Tío Luis El Cautivo
Tío Luis el Cautivo es un cantaor flamenco gitano legendario. Nacido en Jerez de la Frontera en el siglo XVIII, ha quedado en la historia del flamenco como un gran intérprete de tonás.
Es nombrado por el antropólogo y folclorista Antonio Machado Álvarez (más conocido como Demófilo), y padre de Antonio Machado, como uno de los más célebres «cantadores», junto con Fillo y tío Luis el de la Juliana y es considerado, con este último («el primer cantaor de nombre conocido»), un «gitano primordial del cante». Asimismo, es considerado, con estos, entre otros, como una figura relevante en los comienzos del cante jondo.